# Massimo Mazzetto
Massimo Mazzetto (Padova, 11 aprile 1965 – Reggio Calabria, 18 giugno 1986) è stato un cestista italiano, di ruolo playmaker.
Morì prematuramente a 21 anni, dopo aver disputato tre stagioni con la maglia della Pallacanestro Petrarca Padova, ed una in massima serie con quella della Viola Reggio Calabria.

## Carriera
Padovano di nascita, già dal 1978 inizia a giocare nelle giovanili della squadra della sua città, la Pallacanestro Petrarca Padova. Il suo esordio in prima squadra avviene nel 1982, in Serie B1.
Resta a Padova fino al 1985, e viene convocato nell'Italia under 20 che partecipa agli Europei di categoria in Svezia e che si piazza al secondo posto (medaglia d'argento). Il grande salto avviene nella stagione 1985-1986, quando si trasferisce alla Viola Reggio Calabria in Serie A1.
Con la Viola allenata da Gianfranco Benvenuti indossa la maglia numero 14 e disputa 30 presenze al fianco di giocatori come Kim Hughes, Donato Avenia, Mark Campanaro, Luigi Mentasti, Massimo Bianchi. Al termine della stagione, ormai considerato una delle promesse più talentuose del basket italiano, ottiene la convocazione in Nazionale maggiore come "riserva a casa" per i Mondiali 1986 in Spagna.

## La morte
La sera del 17 giugno 1986 Massimo Mazzetto era a Reggio in compagnia di alcuni amici, e stava ritornando a casa. Nel tentativo di superare un'automobile parcheggiata all'altezza del tornante che unisce via Reggio Campi e via Possidonea, per evitare un autobus che arrivava in direzione contraria, Mazzetto fece un salto su un muretto: perse però l'equilibrio e cadde da un'altezza di circa nove metri.
In condizioni disperate, con fratture e lesioni interne, venne sottoposto a una delicata operazione. Tuttavia alle ore 12:30 del giorno successivo morì in seguito a un arresto cardiaco.

## Riconoscimenti postumi
In ricordo di Massimo Mazzetto è annualmente organizzato a Padova il Torneo Nazionale "Massimo Mazzetto", giunto nel 2013 alla 27ª edizione e destinato alla categoria Esordienti.
Nel 1996 i suoi ex compagni di squadra del Petrarca Juniores hanno creato e militato nel campionato di Promozione con la squadra "Amici di Massimo" raggiungendo sempre la finale.
Il comune di Reggio Calabria ha dedicato il palazzetto dello sport del centro di allenamento della Viola Reggio Calabria (sito nel rione Modena) proprio al giocatore padovano, intitolandolo "PalaMazzetto".
Nel 2017 la strada di collegamento tra la via Possidonea e la via Reggio Campi in cui perse la vita è stata intitolata in sua memoria "via Massimo Mazzetto"

## Galleria d'immagini

Mazzetto in marcatura su Mike D'Antoni
Mazzetto marca Pierluigi Marzorati, in palleggio a sinistra